# Tistelgulvecklare
Tistelgulvecklare (Agapeta hamana) är en fjärilsart som beskrevs av Carl von Linné 1758. Arten ingår i släktet Agapeta, och familjen vecklare (Tortricidae).

## Utseende
Tistelgulvecklare har gula framvingar med rostbrunt snett streck från bakhörnet, liten rostbrun fläck mitt på vingen nära bakkanten och ytterligare rostbrun teckning i yttre delen av vingen. Artens vingbredd är 15-25 mm. I Sverige kan den möjligen förväxlas med klintgulvecklare, Agapeta zoegana, annars är den omisskännelig med svenska förhållanden.

## Utbredning
Tistelgulvecklare förekommer i större delen av Europa, (från Iberiska halvön till Uralbergen), västra och södra Sibirien, Kaukasien, Kazakstan, Transkaukasus, Mindre Asien, Centralasien, Iran, Afghanistan, Mongoliet, västra Kina och norra Indien.
I Sverige förekommer arten tämligen allmänt i hela södra halvan av landet, från Skåne till Gästrikland.

## Bildgalleri

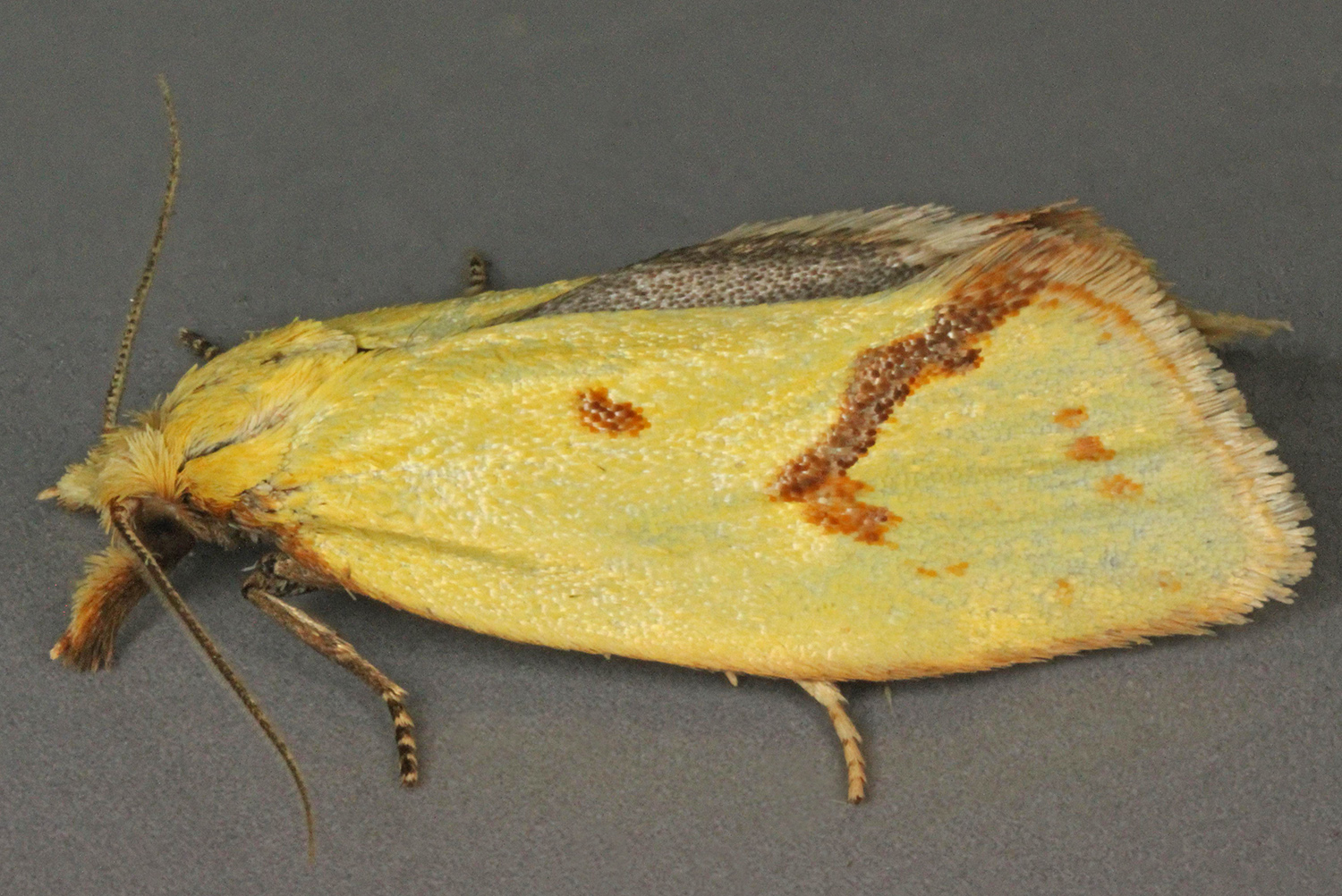
Imago fjäril
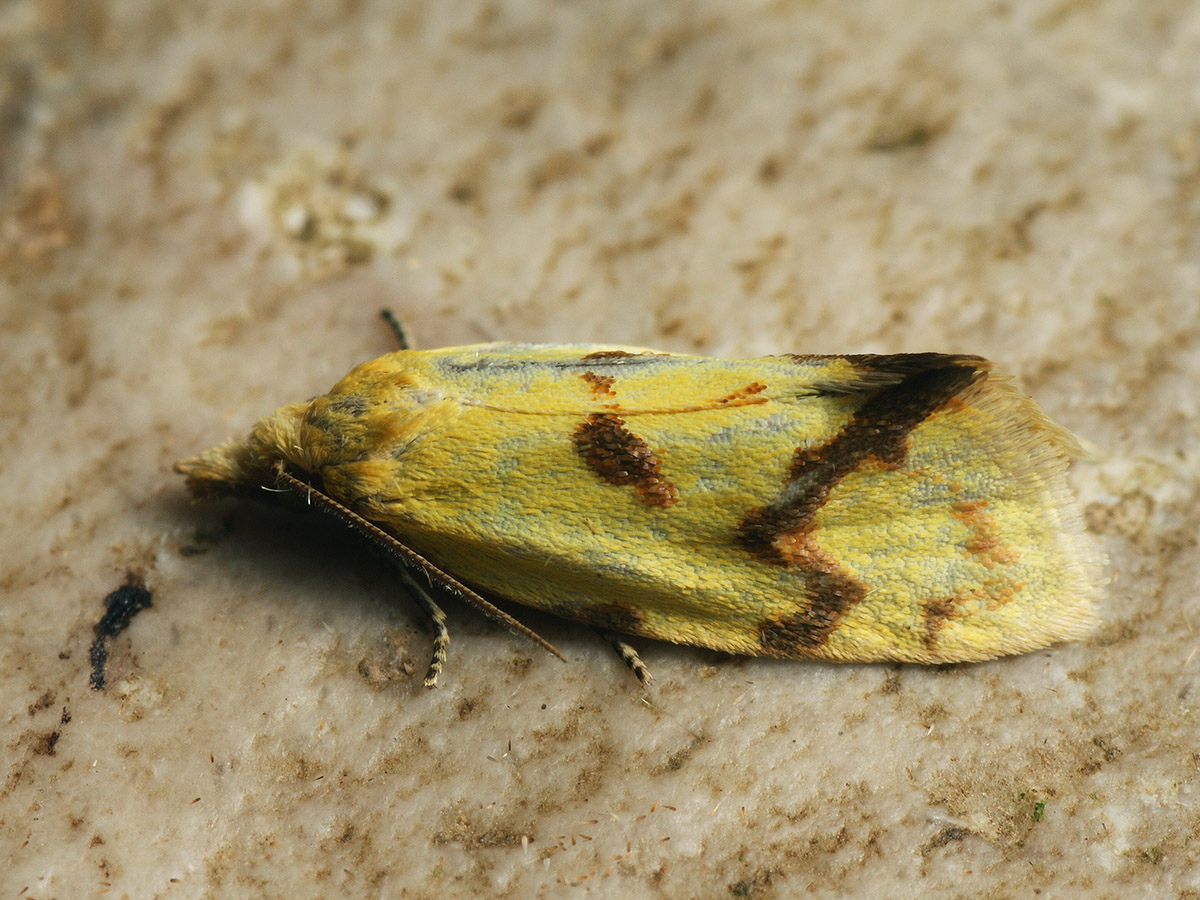
Imago fjäril, tydligt tecknad variant
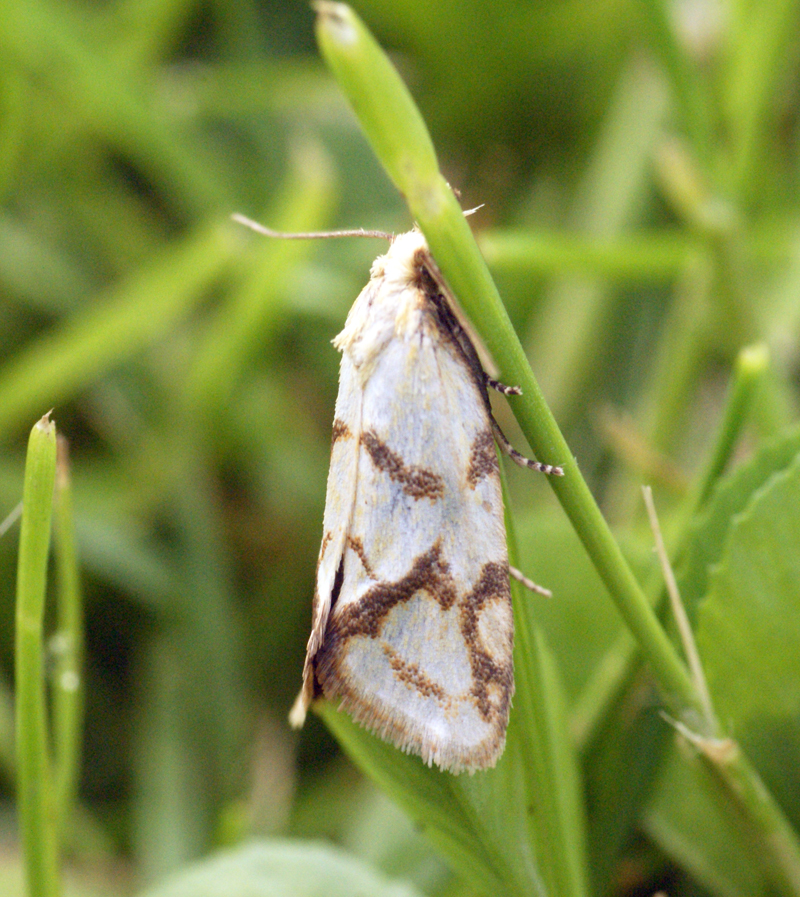
Imago fjäril,  tydligt tecknad och blek variant